# Сапанівчик
Сапанівчик (до 23 вересня 2008 року — Сапановчик) — село в Україні, у Смизькій селищній громаді Дубенського району Рівненської області. Населення становить 169 осіб.

## Географія
Селом тече річка Іква.

## Історія
У 1906 році село Вербівської волості Дубенського повіту Волинської губернії. Відстань від повітового міста 30 верст, від волості 12. Дворів 33, мешканців 260.
7 (20) листопада 1917 року, відповідно до Третього Універсалу Української Центральної Ради, увійшло до складу Української Народної Республіки.
До 2016 року підпорядковувалось Берегівській сільській раді. З 2016 року у складі Смизької селищної громади.
12 червня 2020 року, відповідно до розпорядження Кабінету Міністрів України № 722-р від «Про визначення адміністративних центрів та затвердження територій територіальних громад Рівненської області», увійшло до складу Смизької селищної громади.
19 липня 2020 року, в результаті адміністративно-територіальної реформи та ліквідації  Дубенського (1939—2020) району, село увійшло до складу новоутвореного Дубенського району.

## Відомі люди
- Остапчук Мойсей Григорович — рядовий, ветеран Другої світової війни, нагороджений медалями та орденами[6].
- Семенюк Петро Данилович-«Конус» - 1919 р. н. – зв’язковий. Уродженець с. Сапановчик Дубнівського району. Загинув у бою з поляками які служили німцям 08.04.1943 р.